# Peter Lando
Peter Lando est un décorateur de film.

## Filmographie
- 1993 : Allô maman, c'est Noël (Look Who's Talking Now)
- 1995 : Loin de la maison (Far from Home: The Adventures of Yellow Dog)
- 2000 : À l'aube du sixième jour (The 6th Day)
- 2002 : Insomnia
- 2002 : Hyper Noël (The Santa Clause 2)
- 2004 : Les Chroniques de Riddick (The Chronicles of Riddick)
- 2005 : Elektra
- 2006 : Antartica, prisonniers du froid (Eight Below)
- 2008 : The Dark Knight : Le Chevalier noir (The Dark Knight)
- 2013 : Elysium
- 2013 : La Stratégie Ender (Ender's Game)
- 2014 : La Nuit au musée : Le Secret des Pharaons (Night at the Museum: Secret of the Tomb)